# Егреш (Требишов)
Егреш (слч. Egreš) насељено је мјесто са административним статусом сеоске општине (слч. obec) у округу Требишов, у Кошичком крају, Словачка Република.

## Становништво
| Година:    | 1994. | 2004.   | 2014.   | 2024.   |
| ---------- | ----- | ------- | ------- | ------- |
| Број људи: | 416   | 435     | 478     | 479     |
| Разлика:   |       | +4,56 % | +9,88 % | +0,20 % |

| Година:    | 2023. | 2024.   |
| ---------- | ----- | ------- |
| Број људи: | 466   | 479     |
| Разлика:   |       | +2,78 % |

Према подацима о броју становника из 2011. године насеље је имало 462 становника.